# Vania King
Vania King (Monterey Park, California; 3 de febrero de 1989) es una extenista profesional estadounidense. Ha ganado varios títulos del circuito profesional WTA tanto en individuales como en dobles.

## Títulos (16; 1+15)

### Individuales (1)
| Leyenda                    |
| Grand Slam (0)             |
| WTA Tour Championships (0) |
| Premier (0)                |
| International (1)          |

| N.º | Fecha                 | Torneo  | Superficie | Oponente en la final | Resultado   |
| --- | --------------------- | ------- | ---------- | -------------------- | ----------- |
| 1.  | 21 de octubre de 2006 | Bangkok | Dura       | Tamarine Tanasugarn  | 2-6 6-4 6-4 |

### Finalista en individuales (2)
- 2013: Guangzhou (pierde ante Shuai Zhang).
- 2016 Nanchang (pierde ante Yingying Duan).

### Clasificación en torneos del Grand Slam

#### Individual
| Torneo                 | 2005 | 2006 | 2007 | 2008 | 2009 | 2010 | 2011 | 2012 | 2013 | 2014 | G-P | Títulos |
| ---------------------- | ---- | ---- | ---- | ---- | ---- | ---- | ---- | ---- | ---- | ---- | --- | ------- |
| Abierto de Australia   | -    | -    | 1R   | 1R   | -    | 2R   | 2R   | 3R   | 1R   | 1R   | 4-7 | 0       |
| Roland Garros          | -    | 1R   | 1R   | 2R   | -    | 1R   | 3R   | 2R   | 2R   | 1R   | 5-8 | 0       |
| Wimbledon              | -    | 2R   | 1R   | 1R   | 2R   | 1R   | 1R   | 1R   | 1R   |      | 2-8 | 0       |
| Abierto de EE. UU.     | 2R   | 2R   | 1R   | 1R   | 3R   | 2R   | 3R   | 1R   | 1R   |      | 7-9 | 0       |
| WTA Tour Championships | -    | -    | -    | -    | -    | -    | -    | -    | -    |      | 0-0 | 0       |

#### Dobles
| Torneo                 | 2005 | 2006 | 2007 | 2008 | 2009 | 2010 | 2011 | 2012 | 2013 | 2014 | G-P  | Títulos |
| ---------------------- | ---- | ---- | ---- | ---- | ---- | ---- | ---- | ---- | ---- | ---- | ---- | ------- |
| Abierto de Australia   | -    | -    | 2R   | 1R   | 1R   | 2R   | 1R   | CF   | 1R   | 2R   | 6-8  | 0       |
| Roland Garros          | -    | 1R   | 1R   | 1R   | 3R   | 2R   | SF   | CF   | 3R   |      | 12-8 | 0       |
| Wimbledon              | -    | 1R   | 1R   | 3R   | CF   | G    | 2R   | 1R   | 3R   |      | 14-7 | 1       |
| Abierto de EE. UU.     | 2R   | 2R   | 1R   | 1R   | 3R   | G    | F    | 3R   | 2R   |      | 18-8 | 1       |
| WTA Tour Championships | -    | -    | -    | -    | -    | SF   | SF   | -    | -    |      | 0-2  | 0       |

### Dobles (15)
| Leyenda                    |
| Grand Slam (2)             |
| WTA Tour Championships (0) |
| Premier (4)                |
| International (9)          |

| N.º | Fecha                    | Torneo            | Superficie    | Pareja                     | Oponentes en la final                  | Resultado        |
| --- | ------------------------ | ----------------- | ------------- | -------------------------- | -------------------------------------- | ---------------- |
| 1.  | 14 de octubre de 2006    | Tokio             | Dura          | Jelena Kostanic            | Yung-jan Chan Chia-jung Chuang         | 7-6(2) 5-7 6-2   |
| 2.  | 21 de octubre de 2006    | Bangkok           | Dura          | Jelena Kostanic            | Mariana Díaz-Oliva Natalie Grandin     | 7-5 2-6 7-5      |
| 3.  | 26 de mayo de 2007       | Fes               | Tierra batida | Sania Mirza                | Andreea Ehritt Anastasia Rodionova     | 6-1 6-2          |
| 4.  | 29 de septiembre de 2007 | Calcuta           | Carpeta       | Alla Kudryavtseva          | Alberta Brianti Mariya Korýttseva      | 6-1 6-4          |
| 5.  | 21 de septiembre de 2008 | Tokio             | Dura          | Nadia Petrova              | Lisa Raymond Samantha Stosur           | 6-1, 6-4         |
| 6.  | 2 de noviembre de 2008   | Ciudad de Quebec  | Dura          | Anna-Lena Groenefeld       | Jill Craybas Tamarine Tanasugarn       | 7-6(3) 6-4       |
| 7.  | 5 de enero de 2009       | Brisbane          | Dura          | Anna-Lena Groenefeld       | Klaudia Jans-Ignacik Alicja Rosolsksa  | 3-6, 7-5, [10-5] |
| 8.  | 14 de septiembre de 2009 | Ciudad de Quebec  | Dura          | Barbora Záhlavová-Strýcová | Sofia Arvidsson Séverine Beltrame      | 6-1, 6-3         |
| 9.  | 20 de febrero de 2010    | Memphis           | Dura          | Michaella Krajicek         | Bethanie Mattek Meghann Shaughnessy    | 7-5 6-2          |
| 10. | 22 de mayo de 2010       | Estrasburgo       | Tierra batida | Alizé Cornet               | Alla Kudryavtseva Anastasia Rodionova  | 3-6, 6-4, 10-7   |
| 11. | 3 de julio de 2010       | Wimbledon         | Hierba        | Yaroslava Shvedova         | Elena Vesnina Vera Zvonareva           | 7-6(6), 6-2      |
| 12. | 30 de agosto de 2010     | Abierto de EE.UU. | Dura          | Yaroslava Shvédova         | Nadia Petrova Liezel Huber             | 2-6, 6-4, 7-6(4) |
| 13. | 15 de agosto de 2011     | Cincinnati        | Dura          | Yaroslava Shvédova         | Nathalie Grandin Vladimíra Uhlířová    | 6-4, 3-6, [11-9] |
| 14. | 17 de octubre de 2011    | Moscú             | Dura          | Yaroslava Shvédova         | Galina Voskobóyeva Anastasia Rodionova | 7-6(3), 6-3      |
| 15. | 9 de enero de 2016       | Shenzhen          | Dura          | Monica Niculescu           | Xu Yifan Saisai Zheng                  | 6-1, 6-4         |

### Finalista en dobles (16)
- 2006: Guangzhou (junto a Jelena Kostanić pierden ante Ting Li y Tiantian Sun).
- 2007: Tokio Pacific (junto a Rennae Stubbs pierden ante Lisa Raymond y Samantha Stosur).
- 2007: Guangzhou (junto a Tiantian Sun pierden ante Shuai Peng y Zi Yan).
- 2007: Tokio (junto a Chia-jung Chuang pierden ante Tiantian Sun y Zi Yan).
- 2008: Pattaya City (junto a Su-Wei Hsieh pierden ante Yung-Jan Chan y Chia-Jung Chuang).
- 2010: Monterrey (junto a Anna-Lena Groenefeld pierden ante Iveta Benešová y Barbora Záhlavová-Strýcová).
- 2010: Charleston (junto a Michaella Krajicek pierden ante Liezel Huber y Nadia Petrova).
- 2010: 's-Hertogenbosch (junto a Yaroslava Shvédova pierden ante Alla Kudryavtseva y Anastasia Rodionova).
- 2011: Monterrey (junto a Anna-Lena Groenefeld pierden ante Iveta Benešová y Barbora Záhlavová-Strýcová).
- 2011: Roma (junto a Yaroslava Shvédova pierden ante Shuai Peng y Jie Zheng).
- 2011: Abierto de EE. UU. (junto a Yaroslava Shvédova pierden ante Liezel Huber y Lisa Raymond).
- 2011: Osaka (junto a Yaroslava Shvédova pierden ante Kimiko Date-Krumm y Shuai Zhang).
- 2012: Stanford (junto a Jarmila Gajdošová pierden ante Marina Erakovic y Heather Watson).
- 2012: San Diego (junto a Nadia Petrova pierden ante Raquel Kops-Jones y Abigail Spears).
- 2014: Bogotá (junto a Chanelle Scheepers pierden ante Lara Arruabarrena y Caroline Garcia).
- 2016: Birmingham (junto a Alla Kudryavtseva pierden ante Karolína Plíšková y Barbora Strýcová).

#### Finalista en dobles mixto(1)
| No. | Fecha              | Torneo        | Superficie    | Compañero    | Oponente en la final   | Resultado           |
| 1.  | 24 de mayo de 2009 | Roland Garros | Tierra batida | Marcelo Melo | Liezel Huber Bob Bryan | 5-7, 7-6(5), [10-7] |